# زائفة آكلة للراتينج
زائفة آكلة للراتينج (الاسم العلمي: Pseudomonas resinovorans) هي نوع من البكتيريا تتبع جنس الزائفة من فصيلة الزوائف.